# 17314 Aisakos
A 17314 Aisakos (ideiglenes jelöléssel 1024 T-1) egy kisbolygó a Naprendszerben. Cornelis Johannes van Houten,  Ingrid van Houten-Groeneveld és Tom Gehrels fedezte fel 1971. március 25-én.